# Кочубинський Олександр Олександрович
Олекса́ндр Олекса́ндрович Кочуби́нський (нар. 4 листопада 1845, Кишинів — 26 травня 1907, Одеса, Херсонська губернія, Російська імперія) — філолог, історик слов'ян (поляків чехів, болгар), археолог. Лауреат Макаріївської премії.

## Життєпис
Народився у родині молдовського священика.
Середню освіту отримав у другій половині 1850-х років — на початку 1860-х років в аккерманському повітовому училищі та у гімназії при Рішельєвському ліцеї. Вищу освіту отримав на історико-філологічному факультеті Імператорського Московського університету у 1863—1867 роках. Найбільший вплив на формування його історичних поглядів мав професор Ніл Попов. Після закінчення навчання в Імператорського Московського університеті викладав філологію в гімназіях Одеси. У 1871—1907 роках викладав слов'янознавчі дисципліни в Імператорського Новоросійського університету. Найбільшу увагу приділяв історії чехів та поляків. Декілька років викладав на Одеських вищіх жиночіх курсів. Його учнями були Василь Мочульський, Михайло Попруженко, Степан Кульбакін, Є. Будде та інші.
1873 року захистив магістерську дисертацію, у 1877 році — докторську.
Брав активну участь у науковому русі передусім як член Імператорського Одеського товариства історії і старожитностей (обраний дійсним членом у 1883 році).
Наприкінці 1880-х — на початку 1890-х брав участь у діяльності Історико-філологічному товаристві при Імператорського Новоросійського університету, відіграв одну з провідних ролей у заснуванні його візантійського відділення, у низці археологічних з'їздів у Російській імперії. Мав розгалужені зв'язки у науковому світі за межами Російської імперії. Зокрема, у 1898 році був обраний членом Чеської академії наук. Починаючи з кінця 1860-х років регулярно відвідував з науковими відрядженнями слов'янські країни, досліджував українську мову Східної Галичини. Помер 13 травня 1907 року в Одесі.
Був похований на Першому Християнському цвинтарі. 1937 року комуністичною владою цвинтар було зруйновано. На його місці був відкритий «Парк Ілліча» з розважальними атракціонами, а частина була передана місцевому зоопарку. Нині достеменно відомо лише про деякі перепоховання зі Старого цвинтаря, а дані про перепоховання Кочубинського відсутні.

## Науковий доробок
Загальна творча спадщина історика нараховує бл. 80 праць. У деяких працях важко розмежувати наукову та суто публіцистичну сторону, що було характерною ознакою багатьох славістичних студій в Російській імперії наприкінці XIX століття. Приблизно половина праць науковця присвячена слов'янському мовознавству, половина — археології та історії. У свою чергу археологічні та історичні праці можна класифікувати таким чином:
- політична та церковна історія західних та східних слов'ян, здебільшого чехів;
- історія російської політики у «східному питанні», передусім щодо слов'янських країн у XVIII столітті;
- історія славістики та науки загалом, передусім у портретах її головних представників (наприклад, Ян Амос Коменський, Віктор Григорович);
- археологія та історія Північного Причорномор'я середньовічного та нового часу;
- археографічні публікації (пов'язані з історією та етнографією слов'ян).

Заслугою історика було запровадження у науковий обіг великої кількості історичних джерел. Деякі роботи отримали високі наукові премії та стали хрестоматійними в історичній славістиці. Як історик Чехії досліджував релігійну «Общину Чеських братів», чеське національне відродження (у рамках цієї теми він проаналізував творчість Павела Йозефа Шафарика, Йосифа Добровського, В. Ганки, Франтішека Палацького).
Вперше в історичній науці ґрунтовно дослідив політику Російської імперії у «східному питанні» за часів правління Анни Іоанівни. Зокрема, вперше докладно дослідив конгрес у Немирові. Найбільшим внеском історика у дослідження історії славістики була монографія «Начальные годы русского славяноведения», де вперше було висвітлено ґенезу цієї галузі науки у Російській імперії, передусім діяльність «румянцівського гуртка», зв'язки російських та західнослов'янських славістів.
Великий відбиток на славістичні студії О. Кочубинського наклали його слов'янофільські та антикатолицькі погляди. Великою мірою вони знецінюють його висновки, але не применшують значення дослідницько-систематизаторської роботи. Тому, якщо за філософською позицією він не був позитивістом, то за методологією — досить великою мірою. Майже проігнорована історіографами діяльність О. Кочубинського щодо дослідження археології та історії Північного Причорномор'я. Між тим, історична регіоналістика в його творчості посідає досить помітне місце. Зокрема, він один з перших зупинився на середньовічній історії рідного для нього Аккермана, використавши дані епіграфіки.
До того ж історик одним з перших у загальних рисах висвітлив середньовічну історію цього міста. Здебільшого у зв'язку з історією Аккермана він висвітлював деякі питання середньовічної історії Румунії. Археологічні дослідження науковець проводив, зокрема, у районі села Нерубайське, знайшовши скарб запорозьких козаків. З археологічними студіями була пов'язана пам'яткоохоронна діяльність історика. Він брав участь в обстежені та спробах збереження Судакської, Аккерманської та Хотинської фортець.
У 1896 році здійснив подорож на Дністер, де обстежив кургани та ін. пам'ятки біля с. Троїцьке. Археографічні публікації історика є нечисленними. Однак вони були виконані на високому рівні тогочасної археографії. Опублікував низку досить важливих джерел з історії нового часу та етнографії болгар.

### Праці
- Братья-подобои и чешские католики в начале XVII века. — Одесса, 1873;
- Мы и они (1711—1878): Очерки истории и политики славян. — Одесса, 1878;
- Ранняя история славян. Лекции читанные в 1880 академическом году. — Одесса, 1880;
- Начальные годы русского славяноведения: Адмирал Шишков и канцлер граф Румянцев. — Одесса, 1887—1888;
- Лапидарные надписи XV ст. из Белгорода, что ныне Аккерман // ЗООИД. — Т.15. — 1889;
- Я. Амос Каменский, В. Григорович. — Одесса, 1893;
- Граф Андрей Иванович Остерман и раздел Турции: Из истории восточного вопроса // ЗНУ. — Т.74. — 1899;
- Тира (Тирас) — Белгород-Аккерман и его новая лапидарная надпись от 1454 г. // ЗООИД. — Т.23. — 1901.